# Estación de Épila
Épila es una estación ferroviaria situada en el municipio español de Épila en la provincia de Zaragoza, comunidad autónoma de Aragón. Cuenta con servicios de Media Distancia.

## Situación ferroviaria
La estación se encuentra en el punto kilométrico 295,7 de la línea férrea de ancho ibérico que une Madrid con Barcelona a 318,6 metros de altitud, entre las estaciones de Salillas de Jalón y Rueda de Jalón-Lumpiaque.
El tramo es de vía doble y está electrificado.

## Historia
La estación fue inaugurada el 25 de mayo de 1863 con la apertura del tramo Medinaceli - Zaragoza de la línea férrea Madrid-Zaragoza por parte de la Compañía de los Ferrocarriles de Madrid a Zaragoza y Alicante o MZA. En 1941, la nacionalización del ferrocarril en España supuso la integración de la compañía en la recién creada RENFE.
Entre 1977 y 1983, fecha en que fueron sustituidos por autobuses, existió un servicio desde Zaragoza-El Portillo prestado por un Ferrobús que, vía Calatayud, Daroca y Caminreal, enlazaba con Teruel. Este servicio tenía una duración de 4 h y 56 min.
Desde el 31 de diciembre de 2004 Renfe Operadora explota la línea mientras que Adif es la titular de las instalaciones ferroviarias.

## La estación
El edificio de viajeros es un sencillo edificio de planta baja con disposición lateral a las vías. Cuenta con dos andenes, uno lateral y otro central al que acceden tres vías. Los cambios de andén se hacen a nivel. La velocidad de paso de los trenes directos puede ser de 140 kmh en la estación. 
Durante muchos años dio servicio a una fábrica azucarera hoy cerrada. 

## Servicios ferroviarios

### Media Distancia
Renfe presta servicios de Media Distancia gracias a sus trenes Regionales en los trayectos indicados, realizando dos servicios diarios por sentido en total, de la forma en que se detalla a continuación.
El servicio regional con destino/origen Madrid-Chamartín/Lérida se presta una vez al día por sentido con trenes automotores eléctricos R-470 de Renfe. El servicio Zaragoza-Arcos de Jalón se presta una vez al día por sentido con antiguos Intercity reconvertidos a regionales, los trenes de la serie 448 de Renfe.
La información actualizada se puede descargar en este enlace de la Asociación de amigos del ferrocarril de Castilla-La Mancha.
| Línea MD | Trenes   | Origen/Destino   |  | Destino/Origen      |
| -------- | -------- | ---------------- |  | ------------------- |
| '        | Regional | Madrid-Chamartín |  | Lérida Pirineos     |
|          | Regional | Arcos de Jalón   |  | Zaragoza-Miraflores |